# Smíchov

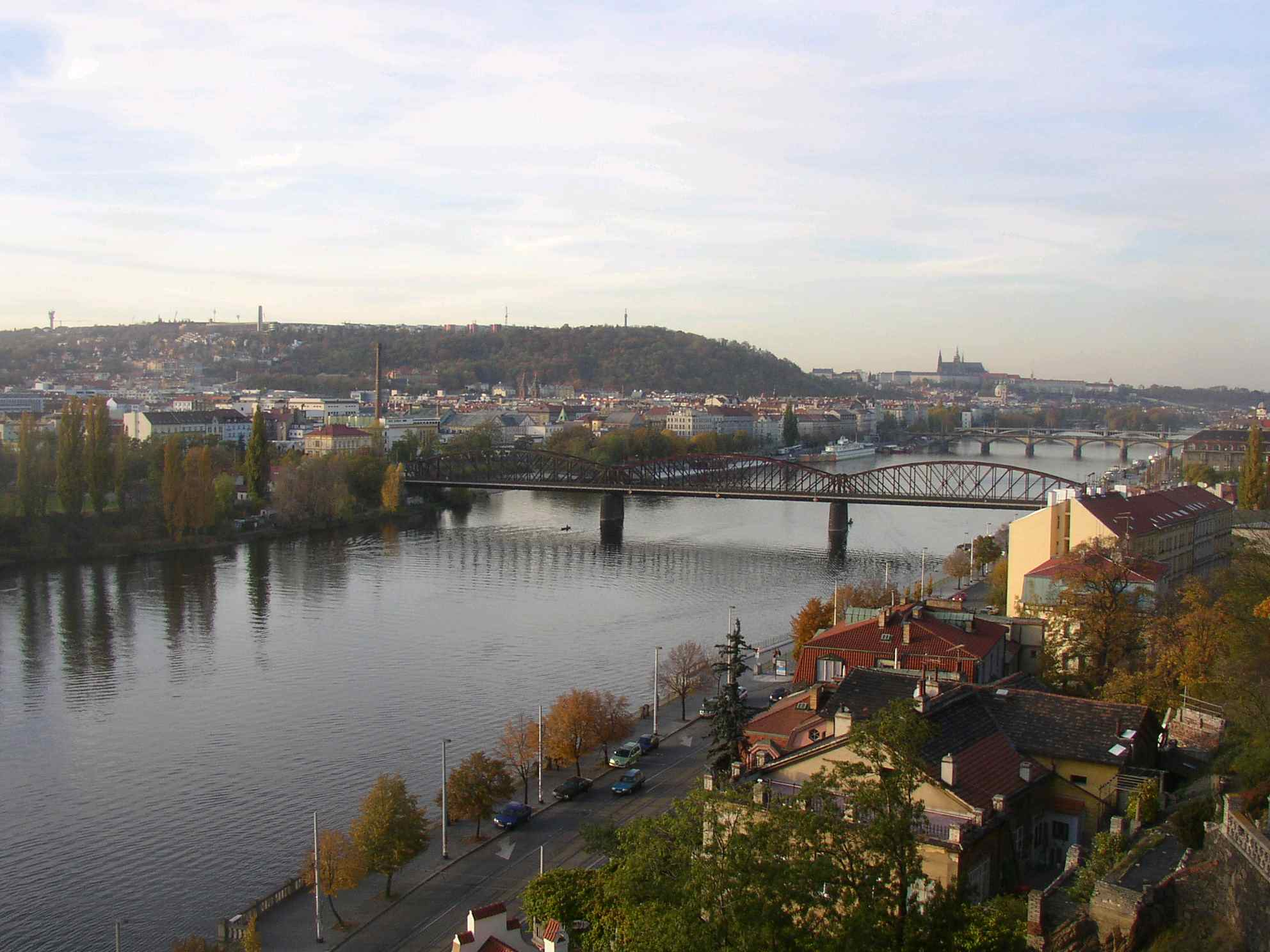
Smíchov, a folyó bal oldalán, Vyšehradból nézve

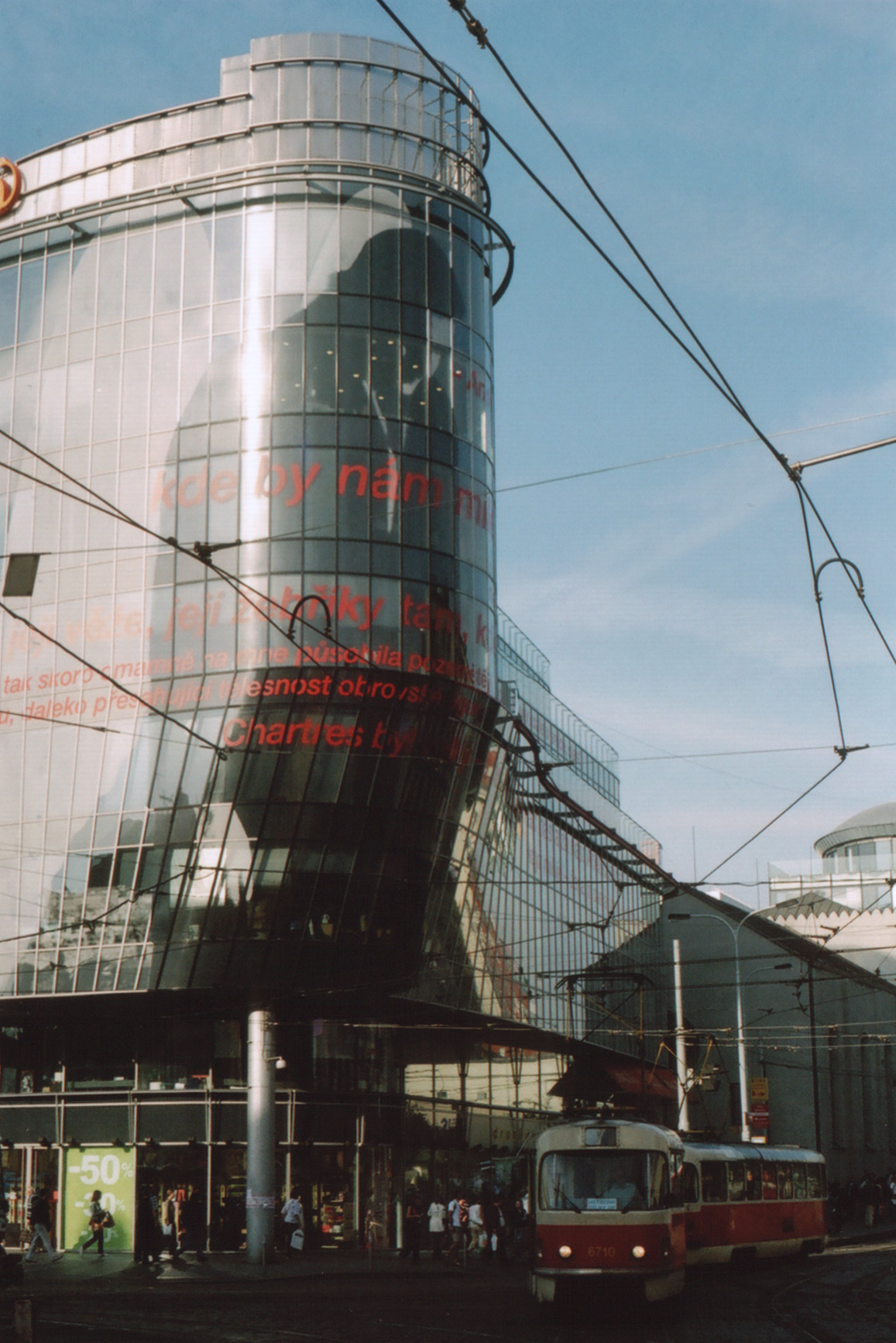
Az angyal Jean Nouvel épületén.

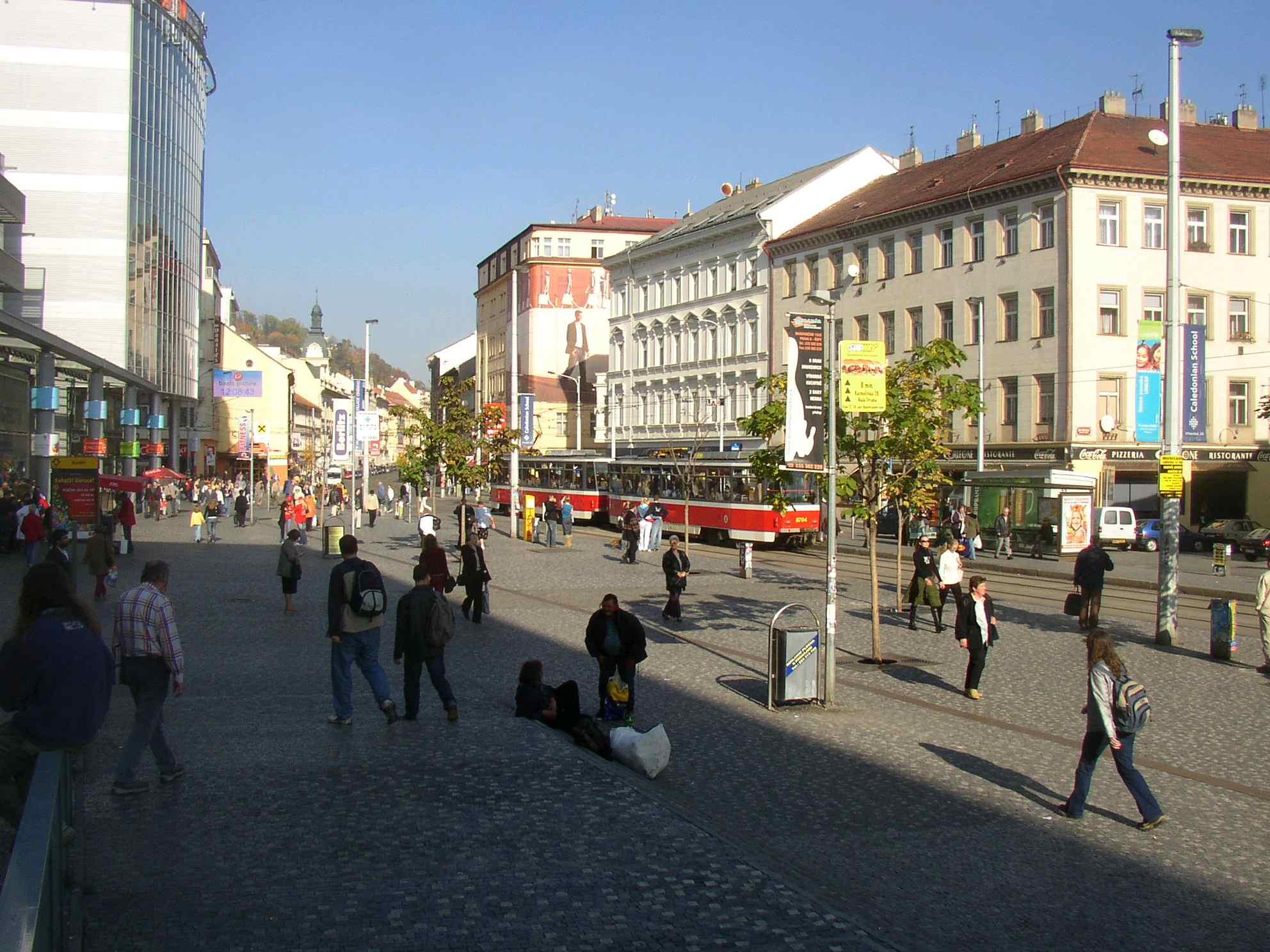
Az Andeli belvárosi rész

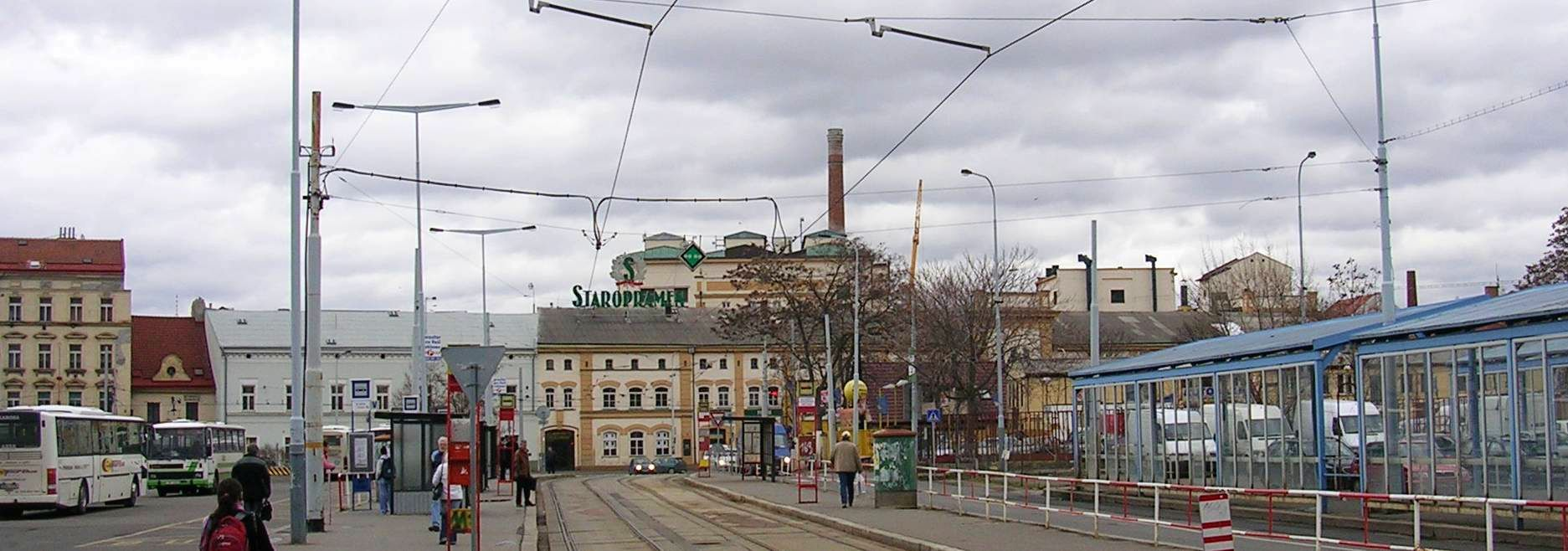
A Staropramen gyár

Smíchov (német Smichow) 1909 óta Prága 5. kerületének része. A Moldva folyó bal partján terül el. Területe 7,05 km², lakosainak száma 36 165 (2006-os adat).
1945 és 1989 között Smíchov adott helyet egy második világháborús szovjet emlékműnek. Az emlékművet a bársonyos forradalom után elmozdították, és a helyén emelt üvegfalú épület a kerület jelképévé vált. Az épület üvegfalára Wim Wenders Berlin felett az ég c. filmjének angyala került fel, egyúttal Anděl, azaz Angyal lett az eredetileg Moskevskának hívott városrész egyik neve is. Az épületet az 1980-as években lerombolták, helyén metróállomás épült. A kerületben működik a Staropramen Sörgyár.
1852-ben építtette Franz Ringhoffer báró (1817–1873) a Ringhoffer Műveket, amely az Osztrák–Magyar Monarchia (később Csehszlovákia) egyik legnagyobb gyára lett. A gyárat 1946-ban államosították, és a smíchovi vagongyárból hozták létre a Vagonka Tatra Smíchov vállalatot, amely főleg villamosokat gyártott. A céget 1963-ban a ČKD-hez csatolták ČKD Tatra néven. A gyár az 1990-es években Prága Zličín negyedébe költözött, majd 1997-ben a ČKD néhány más vállalatával összevonva megalakult a ČKD Dopravní systemy, amely a 2000-es csődje után 2001-ben a Siemens tulajdonába került. A ČKD Tatra hajdani üzemcsarnokait 1994-1995 között bontották le. Csak a főépület homlokzatának egy részét hagyták meg, amelyet beleépítettek a gyár helyén épült bevásárlóközpontba.

## Lakossága
A városrész népességének változása:
| Lakosok száma | 15 382 | 32 646 | 47 135 | 56 249 | 60 195 | 63 330 | 55 623 | 39 179 | 33 624 | 34 987 |
|               | 1869   | 1890   | 1900   | 1921   | 1930   | 1961   | 1970   | 1991   | 2001   | 2021   |

1. ↑  Cseh Statisztikai Hivatal: https://www.czso.cz/csu/czso/vysledky-scitani-2021-otevrena-data (cseh nyelven). (Hozzáférés: 2022. november 1.)